# Chinantèque de Chiltepec
Le chinantèque de Chiltepec est une langue chinantèque parlée au Mexique dans le Nord de l'État d'Oaxaca à San José Chiltepec (es). Elle a très peu de locuteurs.

## Classification
Le parler chinantèque de Chiltepec est une langue amérindienne qui appartient à la branche chinantèque de la famille des langues oto-mangues.